# Gonomyia parishi
Gonomyia parishi är en tvåvingeart som först beskrevs av Alexander 1913.  Gonomyia parishi ingår i släktet Gonomyia och familjen småharkrankar. Inga underarter finns listade i Catalogue of Life.